# كأس ليختنشتاين 2013–14
كأس ليختنشتاين 2013–14 هو الموسم 69 من كأس ليختنشتاين. أقيم خلال الفترة 20 أغسطس 2013 وحتى 1 مايو 2014، وأشرف على تنظيمه اتحاد ليختنشتاين لكرة القدم، وكان عدد الأندية المشاركة فيه 18، وفاز فيه نادي فادوتس.